# Анатаз
Анатаз (рос. анатаз; англ. anatase, octahedrite; нім. Anatas) — мінерал класу оксидів і гідроксидів, двооксид титану.

## Загальний опис
Хімічна формула: TiO2. Містить (%): Ті — 59,95; О — 40,05. Домішки: FeO. Анатаз ніобіїстий — відміна анатазу, яка містить до 21,61 % Nb2O5.
Анатаз – одна з трьох природних поліморфних модифікацій двоокису титану, Тетрагональна (рутил - тетрагональна, брукит - ромбічна). Кристалічна структура характеризується найщільнішою кубічної упаковкою іонів кисню з вертикальною четверною віссю; координаційні числа такі ж, як у рутилу.

### Кристалографія
Сингонія тетрагональна. Клас симетрії дітетрагонально-біпірамідальний. Кристали гостробіпірамідальні, також таблитчасті, рідше призматичні.

## Фізичні властивості
Густина 3,82—3,97. Твердість 6,0.  Спайність досконала. Чорно-синього, бурого, жовтого, коричневого, жовтувато-або червонувато-коричневого, синього, чорного; зеленуватого, блідо-бузкового, сірого кольорів з алмазним блиском, рідко майже безбарвний. Риса безбарвна до блідожовтої. Просвічує. Блиск алмазний, металевий.

## Утворення і родовища
Зустрічається в жилах або тріщинах альпійського типу, також як акцесорний мінерал у магматичних та метаморфічних породах, іноді в пегматитах, а також у розсипах. 
Зустрічається в гідротермальних хрусталеносних жилах альпійського типу з гірським кришталем, адуляром і хлоритом, і як продукт руйнування ільменіту.
Руда для одержання феротитану.